# Allexis batangae
Allexis batangae är en violväxtart som först beskrevs av Adolf Engler, och fick sitt nu gällande namn av Melch.. Allexis batangae ingår i släktet Allexis och familjen violväxter. Inga underarter finns listade i Catalogue of Life.